# Le Théâtre de la Mode
Le Théâtre de la Mode est un spectacle itinérant à base de poupées présentant le savoir-faire français en matière de mode. À l'initiative de la Chambre syndicale de la couture parisienne, l'exposition a lieu du 28 mars au 29 avril 1945 puis parcourt le monde jusqu'en 1946 dans le but de promouvoir la haute couture et les métiers liés. La présentation se compose de quatorze tableaux décorés sous la direction artistique de Christian Bérard.

## Historique

### Préambule
Durant la Guerre, la haute couture vit des heures difficiles : certaines maisons de couture ferment, la presse spécialisée est malmenée arrêtant ou réduisant ses publications, journalistes, illustrateurs ou photographes fuyant parfois la capitale dès le début du conflit. La pénurie de tissus est importante surtout fin 1944. 

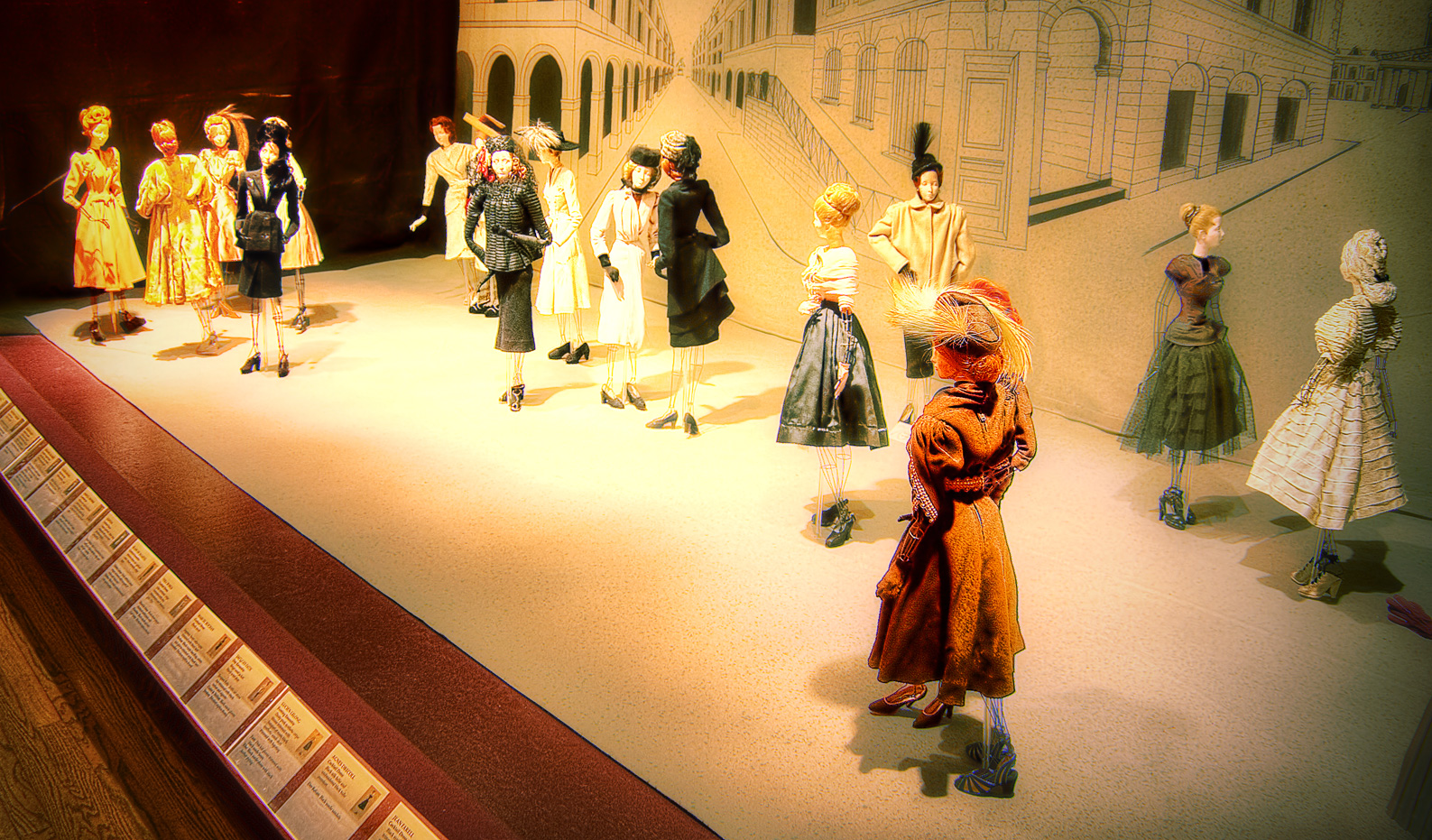
Le Théâtre de la Mode au Maryhill Museum (État de Washington).

À la fin du conflit, la haute couture a été coupée du reste du monde durant cinq ans. De plus, elle subit des critiques de la part des pays anglo-saxons face aux libertés prises par les maisons de couture en matière de fournitures de tissus durant la période de rationnement ; le nombre de clientes est en diminution. Il est souhaitable que cette haute couture renoue avec l'étranger afin de lui redonner le prestige qu'elle possédait et démontre sa créativité.

### Déroulement
L'Entraide française, qui souhaite récolter des fonds, sollicite La Chambre syndicale de la couture parisienne. Robert Ricci et Lucien Lelong organisent une exposition, Le Théâtre de la Mode, destinée à rendre à Paris son rôle de capitale de la mode. « Élégance, Paris, inséparables ! C'est Paris tout entier ce théâtre de la mode ! Son sourire, son cran, son esprit, son charme et son âme éternelle, avec tous ses renouveaux. […] C'est Paris encore avec sa mesure, sa finesse, son style qui orne l'époque d'un bijou inattendu plein de grâce et de tact, et qui, dans l'histoire éphémère de la mode, marque l'esprit de constance et de durée qui caractérisent notre sens de construction. » Le but est clairement affiché par l'organisation : « propagande française et solidarité nationale » mais également dans l'optique de capter de nouveau les clientes étrangères.
Le Théâtre de la Mode, titre donné par Christian Bérard qui est également le directeur artistique (avec Boris Kochno), ainsi que l'illustrateur du programme, est réalisé par des peintres, illustrateurs, chorégraphes, sculpteurs. L'exposition est composée de 180 poupées en fil de fer avec le visage en plâtre d'environ 70 à 80 cm de hauteur, dessinées par Eliane Bonabel qualifiée de « cheville ouvrière du projet ». L'idée de « sujets réduits », tel que le décrit le programme de l'époque, vient sans doute des « poupées de mode » qui sont utilisées, avant l'invention du mannequinat par Charles Frederick Worth, pour présenter les dernières créations parisiennes dans les cours royales.
Ces mannequins miniatures dont présentés dans quatorze décors de théâtre conçus par les grands décorateurs de l’époque, dont Emilio Terry, Louis Touchagues, Jean Dorville, Georges Wakhévitch, Georges Geffroy ou Jean Cocteau (qui dessine également l'affiche) et reproduisant des vues des symboles de Paris ; la musique par Henri Sauguet. Le but est de présenter en détail robes, chapeaux, coiffures sous forme de perruques, chaussures, gants et sacs au monde entier ; « la créativité et l'élégance » sont de mises malgré les restrictions liées à l'après-guerre,.
Toutes les plus grandes maisons parisiennes alors en activité sont là : une quarantaine de couturiers dont Carven, Anny Blatt pour une robe de mariée, une cape et un chapeau, Marcel Rochas, Pierre Balmain, Lucien Lelong, Jacques Fath ou Balenciaga ; sept fourreurs dont Fourrures Max A. Leroy, Revillon Frères, Fourrures Weil ou Jungmann et Cie, 58 modistes (36 à Paris) dont Legroux Sœurs, huit bottiers, huit paruriers, 33 bijoutiers dont Cartier ou Van Cleef & Arpels, vingt coiffeurs. Hermès fait les sacs et les gants.
L'exposition débute au pavillon de Marsan (Musée des arts décoratifs de Paris) le 28 mars 1945. Puis elle quitte Paris pour la Foire d'exposition de Barcelone, Zurich, Vienne, Londres en septembre où elle reçoit la visite de la Reine, Leeds, Stockholm en présence du prince et de la princesse de Suède, Copenhague visitée par la Reine du Danemark, New York en mai de l'année suivante, Boston, Chicago, Los Angeles, Montréal, le Brésil et termine à San Francisco,,. La présentation évolue en fonction des collections parisiennes. Si le succès à Paris est phénoménal avec 100 000 visiteurs, la presse française puis celle du monde entier commente avec enthousiasme cette exposition, de « petits personnages parés de grandeur ».
Peu après Le Théâtre de la Mode, la France fait parvenir aux américains une nouvelle série de poupées en remerciements, collection intitulée le « Gratitude Train ». Réalisées par Robert Piguet, Nina Ricci, Agnès-Drecoll ou Germaine Lecomte, la création de ces miniatures est inspirée par la mode française des années 1715 à 1906.

### De nos jours
Alors que les poupées semblaient disparues aux États-Unis, délaissées à la suite de l'arrivée du New Look et de Dior début 1947, elles sont retrouvées au milieu des années 1980 au Maryhill Museum,. De difficiles négociations avec les Américains, qui considéraient ce bien abandonné comme le leur, s'établissent ; la journaliste Susan Train et la Chambre syndicale de la couture mettent tout leur poids pour récupérer en France ces poupées d'archive. Quelques années plus tard, la restauration des petits mannequins et reconstitution des décors a lieu en France pour une nouvelle exposition, sur le lieu même de l'exposition d'origine au pavillon de Marsan. La collection de marionnettes est donnée à l'Union française des arts du costume.